# Andersskär
Andersskär är en ö i Finland. Den ligger i Skärgårdshavet och i kommunen Salo i den ekonomiska regionen  Salo i landskapet Egentliga Finland, i den sydvästra delen av landet. Ön ligger omkring 61 kilometer sydöst om Åbo och omkring 120 kilometer väster om Helsingfors.
Öns area är 3,8 hektar och dess största längd är 350 meter i öst-västlig riktning.